# Bill Drummond

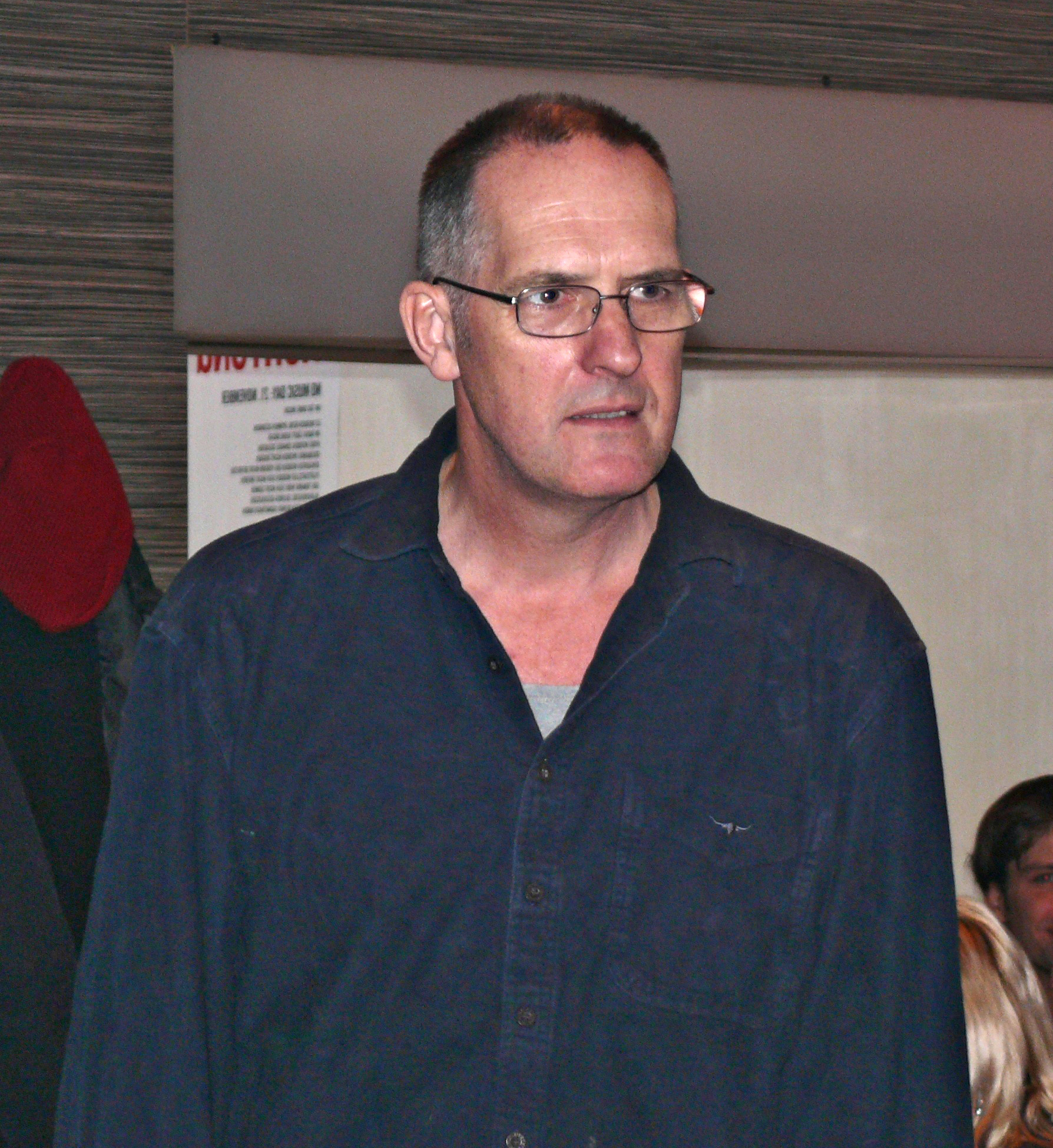
Bill Drummond

Bill Drummond (bürgerlich William Ernest Drummond, * 29. April 1953 in Butterworth, Südafrika) ist ein britischer Musiker und Konzeptkünstler.

## Werdegang
Bill Drummond wurde in Südafrika geboren, da sein Vater dort bei der Church of Scotland arbeitete. Als Kleinkind kam Drummond zurück ins Vereinigte Königreich. Anfang der 1970er Jahre studierte Drummond Malerei in Liverpool, danach war er für einige Jahre als Theatermaler angestellt. Er wurde Teil der Liverpooler Musikszene und war 1977 Mitbegründer und Gitarrist der kurzlebigen Punkband Big in Japan. Er gründete 1978 gemeinsam mit David Balfe das ebenfalls nur kurzlebige Independent-Plattenlabel Zoo Records. 
Anfang der 1980er Jahre wurde er A&R-Manager beim Major-Label WEA Records und versuchte erfolglos die Funk-Rock-Band Brilliant zu vermarkten. 1986 beendete er seine Tätigkeit bei WEA, um sich wieder eigenen Projekten zu widmen. Seine erste Veröffentlichung war das Folk-Soloalbum The Man auf Creation Records. 1987 gründete er mit Jimmy Cauty, dem Ex-Gitarristen von Brilliant, das einflussreiche EDM-Projekt The KLF, mit dem er mehrere Chartplatzierungen haben sollte. Nach dem ersten Nummer-eins-Hit, dem Novelty-House-Track Doctorin’ The Tardis, veröffentlichte das Duo das Buch The Manual (How To Have A Number One The Easy Way), in dem minutiös und ironisch die Herstellung eines Chart-Hits beschrieben wird. 1992, am Höhepunkt ihres Erfolges und nach der Nominierung als Best British Group bei den Brit Awards, beendeten Drummond und Cauty das Projekt.
1993 wurde die K Foundation, ein multimediales Kunstprojekt, gegründet. Aufsehen erregte eine Aktion, bei der das Duo eine Million Pfund Sterling in einem Ofen auf der schottischen Insel Jura vor laufender Kamera verbrannte.
Ein weiteres Projekt von Drummond ist der Chor The17, bei dem jeweils 17 Personen einen Chor bilden und frei Musik improvisieren sollen. Aufnahmen oder Mitschnitte sind dabei nicht vorgesehen.
2005 rief Drummond den No Music Day aus. 